# Canton de Saint-Marcellin
Le canton de Saint-Marcellin est une ancienne division administrative française située dans le département de l'Isère, en région Auvergne-Rhône-Alpes.
Depuis le redécoupage cantonal de 2014, Saint-Marcellin est le bureau centralisateur du nouveau canton du Sud Grésivaudan.

## Géographie
Ce canton était organisé autour de Saint-Marcellin dans l'arrondissement de Grenoble. Son altitude variait de 144 m (Saint-Lattier) à 667 m (Murinais) pour une altitude moyenne de 326 m.

## Représentation

### Conseillers généraux de 1833 à 2015
| Période | Période          | Identité                                                        | Étiquette       | Qualité |
| ------- | ---------------- | --------------------------------------------------------------- | --------------- | --- |
| 1833    | 1839             | Joseph-Hippolyte Détroyat                                       |                 | Commandant de la Garde nationale à Saint-Marcellin |
| 1839    | 1846 (décès)     | Léon Chabert d'Hières (1801-1846)                               |                 | Substitut du procureur au tribunal civil de Grenoble Propriétaire à Chatte                                                                                    |
| 1846    | 1848             | François Henri Saint-Romme                                      | Républicain     | Avocat au barreau de Grenoble, puis Procureur Général Conseiller d'arrondissement du canton de Roybon Député (1848-1851) Elu en 1848 dans le Canton de Roybon |
| 1848    | 1871             | Jean-Louis Martin (1791-1878)                                   |                 | Ancien avoué, ancien conseiller d'arrondissement Juge au Tribunal civil de Saint-Marcellin puis de Grenoble                                                   |
| 1871    | 1883 (démission) | Henri Picat (1817-1884)                                         |                 | Notaire, maire de Saint-Marcellin (1871-1883) |
| 1883    | 1885 (démission) | Edmond Antoine Maxime Brenier Vicomte de Montmorand (1813-1894) |                 | Consul général de France, Ministre plénipotentiaire Propriétaire du château du Perron à Saint-Sauveur                                                         |
| 1885    | 1889             | Maurice Pain                                                    |                 | Maire de Chevrières, conseiller d'arrondissement |
| 1889    | 1911 (décès)     | Victor Lucien Mallein                                           | Rad.            | Maire de La Sône |
| 1911    | 1940             | Georges Dorly                                                   | Rad.            | Vétérinaire Maire de Saint-Marcellin (1919-1941) Député (1924-1928)                                                                                           |
|         |                  |                                                                 |                 | |
| 1943    | 1945             | Léonce Cros                                                     | ?               | Avocat Maire de Saint-Marcellin Nommé conseiller départemental en 1943                                                                                        |
|         |                  |                                                                 |                 | |
| 1945    | 1949             | Eugène Nouvel                                                   | Rad.            | Vétérinaire à Saint-Marcellin |
| 1949    | 1955             | Ferdinand Didier                                                | MRP             | Propriétaire à Saint-Antoine-l'Abbaye |
| 1955    | 1962 (démission) | Clément Bourne                                                  | CNIP            | Pépiniériste à Jarcieu Député (1958-1962) |
| 1962    | 1992             | Paul Bossan                                                     | CD puis UDF-CDS | Technicien agricole Maire de Chatte |
| 1992    | 2004             | Robert Pinet                                                    | UDF-FD          | Maire de Saint-Bonnet-de-Chavagne |
| 2004    | 2011             | Jean-Michel Revol                                               | DVG             | Professeur des écoles Maire de Saint-Marcellin (1995-2020) Ancien Conseiller régional Suppléant du député André Vallini                                       |
| 2011    | 2015             | André Roux                                                      | SE              | Directeur de la Maison familiale et maire de Chatte |

### Conseillers d'arrondissement (de 1833 à 1940)
Le canton de Saint-Marcellin avait deux conseillers d'arrondissement.
Il appartenait à l'arrondissement de Saint-Marcellin jusqu'à sa disparition en 1926.
| Période                                  | Période          | Identité                                  | Étiquette   | Qualité |
| ---------------------------------------- | ---------------- | ----------------------------------------- | ----------- | --- |
| 1833                                     | 1848             | Victor Béret (1790-1851)                  |             | Juge de paix à Saint-Marcellin, puis Sous-Préfet                                                            |
| 1833                                     | 1842             | Jean Louis Martin                         |             | Avoué à Saint-Marcellin                                                                                     |
| 1842                                     | 1848             | Célerin Charles Alfred Lalive (1817-1889) |             | Avocat à Saint-Marcellin                                                                                    |
|                                          |                  |                                           |             | |
| av.1882                                  | 1883 (démission) | Victor Laurent François Béret (1833-1903) |             | Licencié en droit, suppléant du juge de paix, maire de Saint-Lattier                                        |
| 1883                                     | 1885 (démission) | Maurice Pain                              |             | Maire de Chevrières                                                                                         |
|                                          |                  |                                           |             | |
|                                          | 1894 (démission) | Jean Louis Fleury Villard                 |             | Conseiller municipal de Saint Antoine, Président du Conseil d'arrondissement                                |
|                                          |                  |                                           |             | |
| 1904                                     |                  | Victor-André-Joseph Matraire              |             | Avoué, maire de Saint-Marcellin, Président du Conseil d'arrondissement                                      |
| 1904                                     |                  | M. Roux-Fleury                            |             | Juge de paix à Saint-Marcellin                                                                              |
|                                          |                  |                                           |             | |
| av.1922                                  |                  | M. Blanc                                  | Radical     | |
| av.1922                                  |                  | M. Mandier                                | Radical     | |
|                                          |                  |                                           |             | |
|                                          | 1934             | M. Guillot                                | Républicain | |
|                                          | 1934             | M. Gillibert                              | Républicain | |
| 1934                                     | 1940             | M. Carrier                                | Radical     | |
| 1934                                     | 1940             | M. Chatain                                | Radical     | Maire de Saint-Lattier                                                                                      |
| 1940                                     |                  |                                           |             | Les conseils d'arrondissement ont été suspendus par la loi du 12 octobre 1940 et n'ont jamais été réactivés |
| Les données manquantes sont à compléter. |                  |                                           |             | |

## Composition
Le canton de Saint-Marcellin groupait dix-sept communes et comptait 19 941 habitants (recensement de 1999 sans doubles comptes).
| Nom                         | Code Insee | Intercommunalité                            | Superficie (km2) | Population (dernière pop. légale) | Densité (hab./km2) |
| --------------------------- | ---------- | ------------------------------------------- | ---------------- | --------------------------------- | ------------------ |
| Saint-Marcellin (chef-lieu) | 38416      | CC Saint-Marcellin Vercors Isère Communauté | 7,81             | 8 070 (2014)                      | 1 033              |
| Beaulieu                    | 38033      | CC Saint-Marcellin Vercors Isère Communauté | 8,79             | 625 (2014)                        | 71                 |
| Bessins                     | 38041      | CC Saint-Marcellin Vercors Isère Communauté | 4,65             | 126 (2014)                        | 27                 |
| Chatte                      | 38095      | CC Saint-Marcellin Vercors Isère Communauté | 22,81            | 2 476 (2014)                      | 109                |
| Chevrières                  | 38099      | CC Saint-Marcellin Vercors Isère Communauté | 16,62            | 702 (2014)                        | 42                 |
| Dionay                      | 38145      | CC du Pays de Saint Marcellin               | 14,01            | 119 (2013)                        | 8,5                |
| Montagne                    | 38245      | CC Saint-Marcellin Vercors Isère Communauté | 8,78             | 265 (2014)                        | 30                 |
| Murinais                    | 38272      | CC Saint-Marcellin Vercors Isère Communauté | 8,22             | 379 (2014)                        | 46                 |
| Saint Antoine l'Abbaye      | 38359      | CC Saint-Marcellin Vercors Isère Communauté | 36,22            | 1 170 (2014)                      | 32                 |
| Saint-Appolinard            | 38360      | CC Saint-Marcellin Vercors Isère Communauté | 10,76            | 395 (2014)                        | 37                 |
| Saint-Bonnet-de-Chavagne    | 38370      | CC Saint-Marcellin Vercors Isère Communauté | 15,18            | 635 (2014)                        | 42                 |
| Saint-Hilaire-du-Rosier     | 38394      | CC Saint-Marcellin Vercors Isère Communauté | 16,42            | 1 945 (2014)                      | 118                |
| Saint-Lattier               | 38410      | CC Saint-Marcellin Vercors Isère Communauté | 18,17            | 1 275 (2014)                      | 70                 |
| Saint-Sauveur               | 38454      | CC Saint-Marcellin Vercors Isère Communauté | 9,42             | 2 079 (2014)                      | 221                |
| Saint-Vérand                | 38463      | CC Saint-Marcellin Vercors Isère Communauté | 17,83            | 1 743 (2014)                      | 98                 |
| La Sône                     | 38495      | CC Saint-Marcellin Vercors Isère Communauté | 2,95             | 586 (2014)                        | 199                |
| Têche                       | 38500      | CC Saint-Marcellin Vercors Isère Communauté | 5,03             | 582 (2014)                        | 116                |

## Démographie
| 1962   | 1968   | 1975   | 1982   | 1990   | 1999   | 2006   | 2011   | 2012   |
| ------ | ------ | ------ | ------ | ------ | ------ | ------ | ------ | ------ |
| 15 630 | 16 176 | 17 201 | 18 060 | 18 909 | 19 941 | 22 041 | 23 001 | 23 021 |

## Redécoupage des cantons de l'Isère en 2015
D'après la nouvelle carte des cantons de l'Isère présentée par le préfet Richard Samuel et, votée par l'Assemblée départementale de l'Isère, le 23 novembre 2013 : les 17 communes du canton de Saint-Marcellin sont regroupées avec les communes des cantons de Pont-en-Royans et de Vinay, ainsi que les communes suivantes : Cras, Morette, Quincieu, La Rivière et Vatilieu dans le nouveau Canton du Sud Grésivaudan.